# Ernest Cline

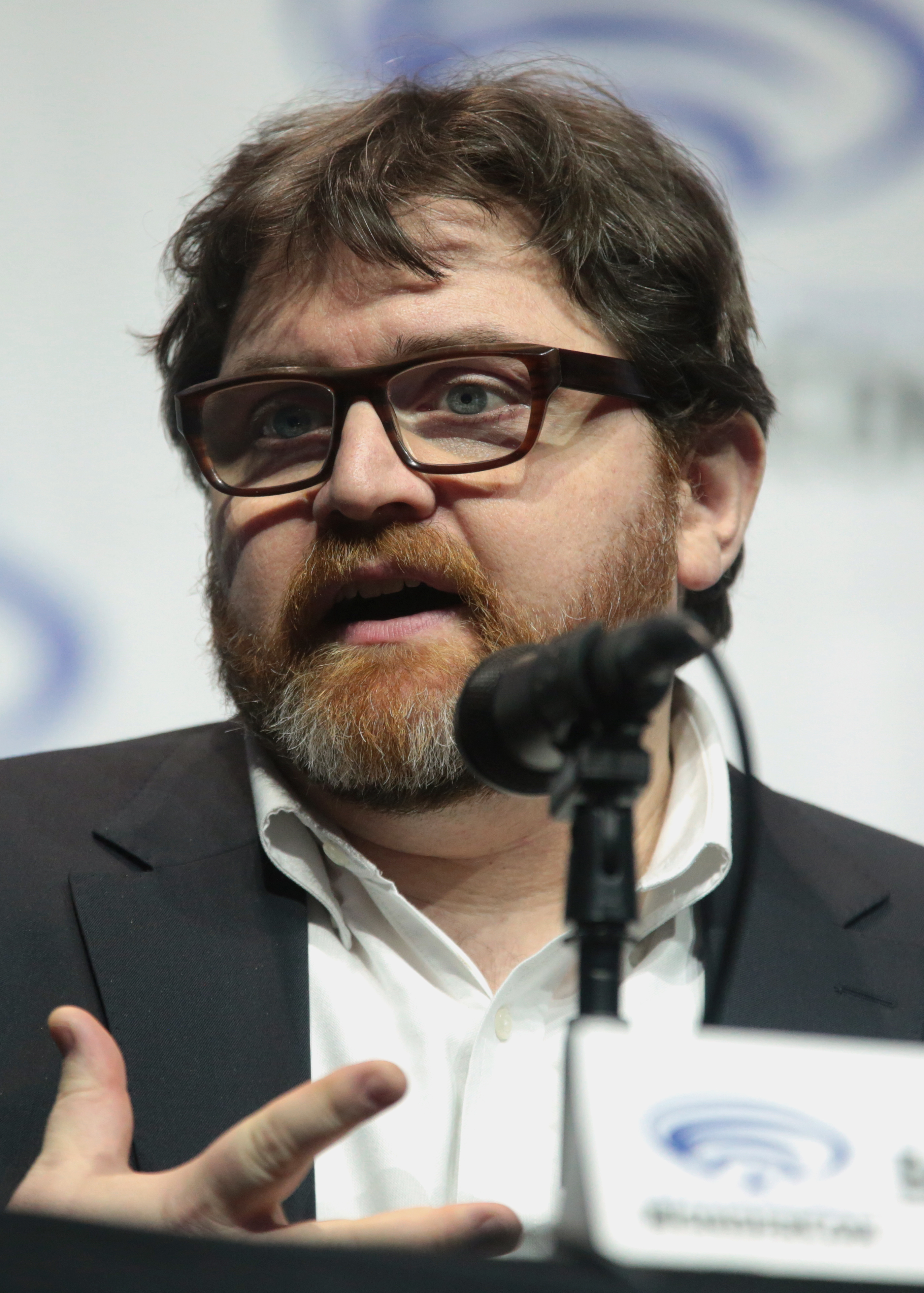
Em Anaheim, Califórnia, na WonderCon 2018

Ernest Christy Cline (Ashland (Ohio), 29 de março de 1972) é um romancista americano, um poeta e um roteirista. Ele é mais conhecido por seus livros Ready Player One e Armada; ele também co-escreveu o roteiro para da adaptação cinematográfica: Ready Player One (filme) (2018), dirigido por Steven Spielberg.

## Biografia
Foi cozinheiro, peixeiro, atendente de locadoras de vídeo e auxiliar de suporte técnico. Mas sua principal ocupação sempre foi ser nerd e ele acabou deixando de lado tudo, para trabalhar como escritor e roteirista. Para sua surpresa, o filme Fanboys, baseado em um de seus roteiros, tornou-se um fenômeno cult. Vive no Texas com a mulher e a filha. Possui uma vasta coleção de videogames clássics.

### Série Jogador Nº1
- Ready Player One (2011) Ready Player One - Jogador 1 (título em Portugal) ou Jogador Nº 1 (título no Brasil)
- Ready Player Two (2020) no Brasil: Jogador Número Dois

### Outro
- Armada (2015)

## Filmografia
Como roteirista
- Fanboys (2009) – com Adam F. Goldberg
- Ready Player One (filme) (2018) - com Zak Penn